# Rektorat Niepokalanego Poczęcia Najświętszej Maryi Panny w Dobranowicach
Rektorat Niepokalanego Poczęcia Najświętszej Maryi Panny w Dobranowicach – rektorat rzymskokatolicki, znajdujący się w archidiecezji krakowskiej, w dekanacie Wieliczka Wschód.